# Hard Candy (filme)
Hard Candy (mesmo título em Portugal; Menina Má.com no Brasil) é um filme policial de 2005 protagonizado por Elliot Page em que o antagonista é interpretado por Patrick Wilson. O filme foi dirigido por David Slade e escrito por Brian Nelson. Foi o primeiro longa-metragem para Slade, que já havia trabalhado principalmente em vídeos de música.

## Enredo
Jeff, um fotógrafo de 32 anos marca um encontro com Hayley, uma garota de 14 anos que conheceu e flerta pela Internet. Jeff e Hayley comparecem ao local de encontro e o mesmo sustenta o assédio, mantendo um tom de sedução mesmo quando, ao encontrar Hayley pessoalmente, atesta que ela é mesmo uma garota de 14 anos. Ele a leva para sua casa, onde mantém expostas nas paredes fotografias de modelos adolescentes semi nuas. Hayley encontra uma garrafa de vodka na geladeira de Jeff e o droga  para em seguida o amarrar em uma cadeira, Hayley então passa a questionar as atitudes de Jeff para com ela e outras garotas de sua idade, acusando Jeff de pedófilo e vasculhando as coisas do mesmo atrás de provas que o exponham como pedófilo, Hayley confronta Jeff quando encontra  cartas de uma  das modelos com quem o mesmo trabalhou. Jeff passa a tentar atingir Hayley emocionalmente quando a mesma encontra um cofre, no que falha miseravelmente, Jeff tenta se libertar de suas amarras e de arma em punho procura por Hayley que o surpreende por trás o sufocando  com papel laminado,  Jeff continua a tentar convencer Hayley que o deixe em paz e vá embora enquanto a mesma busca contato com uma das suas vítimas, Hayley ameaça castrar Jeff que continua a tentar escapar das garras de sua captora, mas a mesma continua em sua empreitada e termina seu trabalho castrando Jeff que finalmente escapa e busca Hayley casa, só para ser imobilizado por ela, em seguida Hayley limpa todos os vertígios que indicam que esteve na casa de Jeff e arma uma cena de suicídio, Hayley é abordada pela vizinha de Jeff que havia visto Hayley quando a mesma subiu no telhado da casa, pouco tempo depois Jeff liberta-se novamente de suas amarras e corre atrás de Hayley com uma faca na mão, Hayley consegue escapar e planta uma isca para encontrar Jeff no telhado e oferecer a oportunidade de o mesmo se suicidar,  Jeff aceita a proposta depois que um amor do passado chega a sua casa a pedido de Hayley que sai  impune de seus crimes.[carece de fontes?]

## Elenco
- Patrick Wilson como Jeff Kohlver
- Elliot Page como Hayley Stark
- Sandra Oh como Judy Tokuda
- Odessa Rae (creditada como Jennifer Holmes) como Janelle Rogers
- Erin Kraft como Donna Mauer em fotos
- Gabe Kerr como Nighthawks Clerk
- Cori Bright como garota no Nighthawks

## Produção
A ideia para Hard Candy veio de uma notícia no 20/20 em que o produtor David W. Higgins viu sobre as jovens japonesas que iriam atrair empresários mais velhos para um local com a promessa de conversa significativa e onde é seguido por assalto e agressão aos homens com uma gangue de outro meninas uma vez que os homens chegam. Isso o levou a se perguntar: "E se a pessoa que você espera que seja o predador não é quem você esperava que fosse? E se for a outra pessoa? Ele, então, contratou escritor Brian Nelson para dar corpo a ideia. Devido à natureza controversa da obra, o orçamento foi mantido em $1 milhão para que a empresa de produção não iria pedir para mudar nada. Sandra Oh concordou em fazer o filme devido para seu desejo de trabalhar com a colega e atriz canadense Elliot Page, com quem ela havia aparecido em Wilby Wonderful,  embora não nas mesmas cenas no filme.
Muito pouco dublagem foi usada no filme, com apenas um par de falas modificadas na pós-produção. Apenas nove minutos de música estão presentes no filme, com sons do ambiente, tais como a respiração pesada, tornando-se a maior parte da trilha sonora. O filme foi rodado em 18 dias, em grande parte, em seqüência, e principalmente em um estúdio. Hayley usa um moletom com capuz vermelho que muitas vezes é visto como uma alusão a Chapeuzinho Vermelho. No entanto, esta foi uma escolha de roupeiro acidental pela equipe criativa que não foi realizado até mais tarde. O marketing do exterior para o filme fez grande uso desta alusão. Por exemplo, um slogan no site japonês do filme diz: "Chapeuzinho Vermelho prende o lobo, em seu próprio jogo".
Jean-Clement Sorret foi o colorista digital para o filme, e é um dos poucos casos em que um colorista recebeu um lugar nos créditos de abertura. O filme contém muitos efeitos para colorir e "mudanças de densidade" de iluminação para refletir os humores dos personagens. Por exemplo, quando Hayley fica com raiva, as cores seriam editadas para ser de menor frequência. Um dos efeitos utilizados que, na medida em que o diretor tenha conhecimento, não tinha sido feito no cinema antes, era para iluminar a iluminação filmagem e correto tudo para baixo na pós-produção. Isto permitiu detalhes faciais para ser visível mesmo ao ter uma atmosfera escura. De acordo com os extras do DVD, o processo exigiu um intermediário digital com especificação a serem feitas e provou ser extremamente difícil, com correcções a serem feitas quadro-a-quadro, em alguns casos. Esta técnica, conhecida como ETTR, é um procedimento padrão em fotografia digital e cinematografia para minimizar a quantidade de ruído nas sombras e tons médios. No início título de produção do roteiro foram Vendetta e Snip Snip. O produtor queria um título com uma "combinação açúcar e especiarias e uma mistura de rugosidade dura, inocência e vulnerabilidade", e estabeleceu-se no título Hard Candy.

## Prêmios
O filme ganhou três prêmios no Sitges Film Festival, 2005: Slade ganhou o Prêmio do Público para Melhor Longa-Metragem e o prêmio de Melhor Filme, e Brian Nelson, o escritor, ganhou o prêmio de Melhor Roteiro. Page ganhou o prêmio de Melhor Atriz da Austin Film Critics Association

## Na cultura popular
A banda alemã de Neue Deutsche Härte Oomph! baseou o seu vídeo para a canção "Beim ersten Mal tut's immer weh" (the first time always hurts) no filme, assim como a banda estadunidense de metalcore Beneath the Sky para a sua canção "Terror Starts at Home".[carece de fontes?]